# Mancomunidad de La Yecla

Escudo de la Mancomunidad "La Yecla".

La Yecla es una mancomunidad burgalesa (España), que recoge pueblos de la Comarca de la Ribera del Duero y de la Sierra de la Demanda.

## Pueblos
Caleruega, Cebrecos, Cilleruelo de Arriba, Ciruelos de Cervera, Espinosa de Cervera, Oquillas, Pineda Trasmonte, Pinilla Trasmonte, Quintana del Pidio, Quintanilla del Coco, Santa María del Mercadillo, Santibáñez del Val, Santo Domingo de Silos, Tejada, Valdeande, Villalbilla de Gumiel, Villanueva de Gumiel.

## Sede
La sede de la mancomunidad está en la localidad de Sto. Domingo de Silos y su número de registro es el 0509029.

## Junta directiva
Por acuerdo de la Asamblea de Concejales de la Mancomunidad La Yecla, en sesión celebrada en Caleruega el día 22 de octubre de 2007, se ha procedido a la designación entre los vocales de la Asamblea los siguientes cargos:
- Presidente: D. Emeterio Martín Brogeras.
- Vicepresidente Primero: D. Alberto Merino Alonso.
- Vicepresidente Segundo: D. Jesús Antonio Marín Hernando.
- Tesorero: D. Jesús Antonio Marín Hernando.

## Obras y servicios
Servicio de recogida de residuos y su posterior tratamiento. Servicio de alumbrado público y su mantenimiento. Servicio de mantenimiento del abastecimiento de aguas a domicilio y su cloración. Servicio de prevención y extinción de incendios. Actividades deportivas, ocio y ocupación del tiempo libre. Asistencia técnico-urbanística. Potenciación del turismo y creación de infraestructuras. Servicio de limpieza viaria y conservación de caminos y vías rurales. Prestación de servicios sociales. Gestión administrativa de servicios municipales y servicio técnico jurídico...